# キャンディ県
キャンディ県（キャンディけん、シンハラ語: මහනුවර දිස්ත්‍රික්කය、タミル語: கண்டி மாவட்டம்、英語: Kandy District）は、スリランカ中部州に属する県。県都はキャンディ。面積は1,940 km²で、2012年現在の人口は1,368,216人。

## 地理
キャンディ県はスリランカ内陸の中央高地上にあり、南北に並ぶ中部州3県の中央に位置する。北でマータレー県、南でヌワラ・エリヤ県、北西で北西部州クルネーガラ県、西でサバラガムワ州ケーガッラ県、東でウバ州バドゥッラ県と接する。県の中央付近にはスリランカ中部の中心都市であり、仏教の聖地でもあるキャンディが存在する。

### 主要な都市及び町

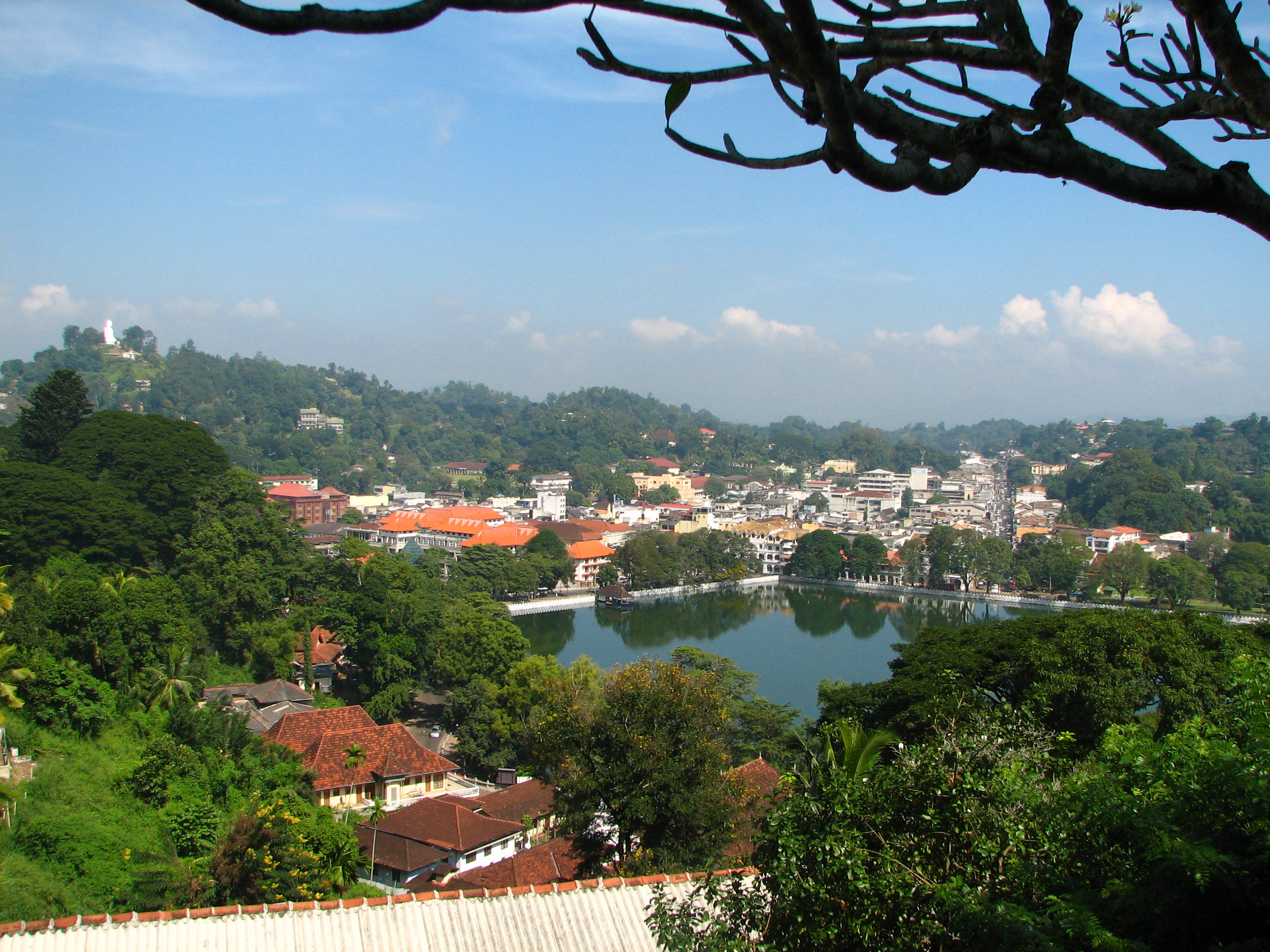
キャンディ

- キャンディ - Municipal Council
- ガンポラ - Urban council
- ナワラピティヤ - Urban council
- ワットガマ（英語版） - Urban council
- カドゥガンナワ（英語版） - Urban council

## 人口動態

### 民族
| 民族               | 人口      | %     |
| ------------------ | --------- | ----- |
| シンハラ           | 1,018,323 | 74.3% |
| スリランカ・ムーア | 191,159   | 14.0% |
| インド・タミル     | 83,234    | 6.1%  |
| スリランカ・タミル | 71,640    | 5.2%  |
| バーガー           | 2,201     | 0.2%  |
| スリランカ・マレー | 2,062     | 0.2%  |
| その他             | 1,280     | 0.1%  |

### 宗教
| 宗教               | 人口      | %     |
| ------------------ | --------- | ----- |
| 仏教               | 1,005,468 | 73.4% |
| イスラム教         | 196,347   | 14.3% |
| ヒンドゥー教       | 134,256   | 9.8%  |
| カトリック         | 21,709    | 1.6%  |
| その他のキリスト教 | 11,898    | 0.9%  |
| その他             | 221       | 0.0%  |